# Fandi Ahmad
Pour les articles homonymes, voir Ahmad.
Fandi Ahmad, né le 29 mai 1962 à Singapour, est un footballeur international singapourien. Il évoluait au poste d'attaquant. Il se reconvertit ensuite en entraîneur.
Il détient le record du nombre de buts inscrits en sélection nationale (55 buts).

## Biographie

### Carrière de joueur
Au cours de sa carrière, il a joué en Europe et en Asie.

### Carrière en équipe nationale
Au total, il compte 101 sélections officielles et 55 buts en équipe de Singapour entre 1979 et 1997. Il est le capitaine de l'équipe de Singapour entre 1993 et 1997.
Il est considéré par beaucoup comme le meilleur joueur de tous les temps de Singapour.